# Raz-de-marée aux Pays-Bas en 1134
Le raz-de-marée survenu en 1134 aux Pays-Bas fut le premier grand raz-de-marée depuis celui de 1014. Il toucha essentiellement le sud-ouest des Pays-Bas actuels, ainsi que le nord des côtes flamandes de la Belgique actuelle. 

## Impacts
Ce raz-de-marée a eu plusieurs conséquences :
- L'agrandissement des criques de la Zélande, ce qui a entrainé une augmentation de l'influence de la mer du Nord dans cette région, qui a alors pénétré plus loin dans les terres. Certaines sources mentionnent que c'est ce raz-de-marée qui transforma la Zélande en archipel.
- La création du Zwin. Avant cela des digues bordaient le Zwin, fermé par un barrage, à l'emplacement de l'actuelle ville de Damme. Un chenal avait été creusé entre Bruges et Damme qui offrait à Bruges une connexion sécurisée à la mer du Nord. Damme était alors le port de Bruges, avant que l'ensablement naturel et l'expansion des polders ne le reporte à l'actuel Zeebruges au début du XXe siècle.
- Les dunes proches de Monster et de Naaldwijk, au sud de La Haye, furent emportées par la mer.